# LL球粒隕石
LL球粒隕石（又稱為低鐵低金屬群球粒隕石）是最豐富的普通球粒隕石中佔的比例最小的一個族群，大約是已發現墜落球粒隕石的10-11%，和所有墜落隕石的8-9%（參見墜落隕石的統計）。 
LL所代表的意義是低鐵（總含量）和低金屬，它們的鐵總含量約為19-22%，而金屬鐵則只有0.3-3%，這意味著多數的鐵都是以氧化鐵（FeO）的形式存在於矽酸鹽內；橄欖石中包含26-32摩爾百分比的鐵橄欖石（Fa）。含量最豐富的礦物是紫蘇輝石（一種輝石）和橄欖石。其它的礦物包括鐵-鎳金屬、隕硫鐵（FeS）、長石或長石的玻璃、鉻鐵礦、和磷酸鹽。
LL球粒隕石在普通球粒隕石的族群中擁有最大的球粒，平均直徑在1mm。LL群組包括許多主要的普通球粒隕石，包括最著名的Semarkona（類型3.0）的球粒隕石。但是，大多數的LL球粒隕石都曾經歷過熱變質，在岩時學上的類型是5和6，這表示它們礦物中的成分是均勻的，球粒的邊緣已經擴散而不易分辨。這些，加上金屬含量低，導致19世紀的礦物學家Tschermak推定他門是從無球粒隕石過渡到球粒隕石的中間產物，並命名為古銅橄欖無粒隕石 或「橄欖石-紫蘇輝石球粒隕石」。我們現在知道LL球粒隕石和無球粒隕石是完全不同的，因此這兩個名詞在LL球粒隕石的分類中早就不再使用了。許多LL球粒隕石視角礫岩。